# Gaida
La gaida (o gajda), è una cornamusa diffusa nelle regioni balcaniche; è suonata in Bulgaria, Macedonia del Nord e nelle regioni della Tracia, in Grecia. Strumenti simili sono reperibili in Albania, Romania, Bulgaria, Turchia e in generale in tutta la penisola balcanica.
Il sacco dello strumento è ricavato dalla pelle di capra o pecora trattata.
Attraverso una canna, corta e conica, detta insufflatore, il musicista riempie d'aria la sacca, una valvola di non ritorno fa in modo che l'aria introdotta non possa fuoriuscire dalla canna stessa ma sia obbligata a farlo attraverso il bordone, che dà una nota continua, e attraverso il chanter che permette di modulare i suoni attraverso l'apertura e chiusura con le dita dei fori.
Il bordone durante l'uso della gaida viene appoggiato sulla spalla del musicista. Il suono è solitamente aspro, anche se con lo strumento si possono realizzare melodie complicate e difficili da realizzare con altri strumenti, viene anche usata per l'accompagnamento. In Macedonia del Nord e in Bulgaria si tengono festival musicali dove si impiega la gaida.
Essa da il nome alla famiglia delle Gaide, ch'è l'insieme di tutte le varianti di questo strumento, usate nei Balcani, nel Caucaso e nell'Asia Centrale. Spesso questi strumenti sono muniti di uno o più bordoni, ma ne esistono anche di esemplari sprovvisti; una caratteristica comune è il timbro aspro, che talvolta porta alcuni di questi strumenti ad essere preferiti per l'accompagnamento piuttosto che per la melodia.

## Storia
La gaida probabilmente venne inventata in Grecia, in quanto lì vennero trovati antichi reperti di strumenti simili a essa.

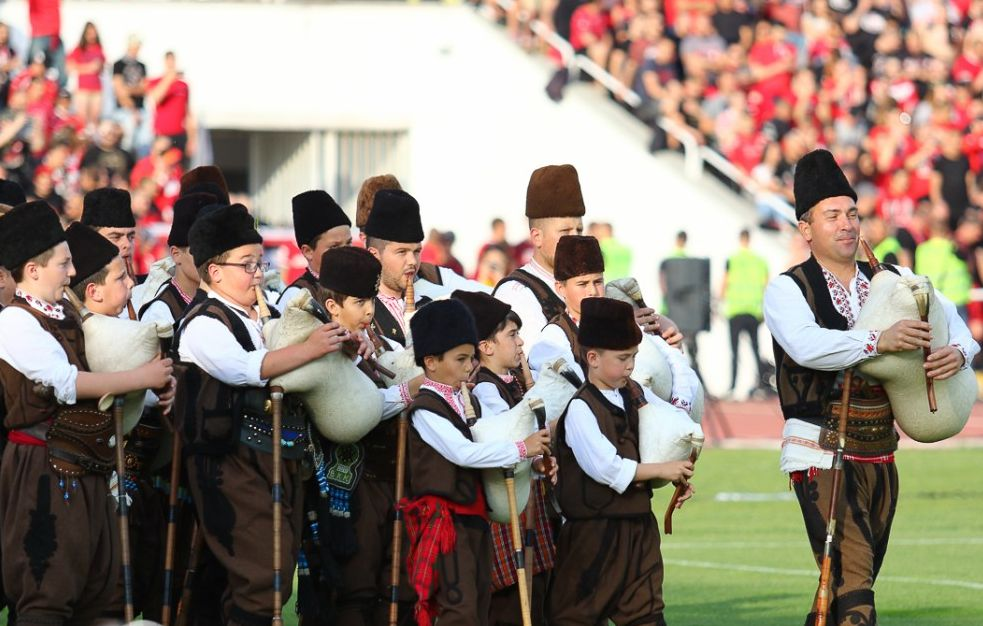
Gaida players in Bulgaria